# Ononis variegata
Ononis variegata  es una especie psamófila perteneciente a la familia de las fabáceas.

## Descripción
Hierba anual, ramificada en la base, bajita y postarda con tallos de hasta 25 cm. Las hojas unifoliadas, abrazan el tallo en su base, y son algo carnosas y brillantes. Foliolo oval-estrecho, verde azulado, dentado y con nervios conspicuos. Parte inferior de la planta a menudo enterrada en la arena. Las flores de color amarillo limón, están dispuestas en racimos poco densos sobre tallos cortos y pelosos. El pétalo estandarte ( el más grande) es peloso en el revés. El fruto es una legumbre corta y más o menos lampiña. Florece en primavera.

## Distribución y hábitat
En todo el Mediterráneo, pero ausente de Baleares, Francia y la ex Yugoslavia. Crece en costas marinas arenosas y dunas.

## Taxonomía
Ononis variegata fue descrita por Carlos Linneo y publicado en Species Plantarum 2: 717. 1753.
Etimología
Ononis: nombre genérico que deriva del nombre griego clásico utilizado por Plinio el Viejo para Ononis repens, una de las varias plantas del Viejo Mundo que tiene tallos leñosos, flores axilares de color rosa o púrpura y hojas trifoliadas con foliolos dentados.
variegata: epíteto latíno que significa "jaspeado"